# Ürümqi
Ürümqi ou Ouroumtsi (en ouïghour : ئۈرۈمچى, ATU : Ürümçi, /ʏrʏmˈtʃi/ ; chinois : 乌鲁木齐 ; pinyin : Wūlǔmùqí) est la capitale de la région autonome ouïghoure du Xinjiang, au nord-ouest de la république populaire de Chine. Elle se trouve au nord du Xinjiang, au pied du versant nord de la montagne Tian Shan.
Avec une population de plus de trois millions d'habitants, Ürümqi, dont le nom signifie « belle prairie » en mongol, est de loin la ville la plus importante des vastes territoires intérieurs de l'Ouest.
Depuis les années 1990, Ürümqi s'est progressivement développée économiquement et sert aujourd'hui de plateforme économique et de centre des transports entre la Chine et l'Asie centrale.
Sous les Qing et pendant la période de la république de Chine, elle se nommait Dihua (迪化), puis, en 1954, elle reprit son ancien nom Zhunge'er (准噶尔), qui provient du mandchou et signifie « le temple rouge » ; le nom actuel a évolué et signifie à présent « la belle prairie » en mongol ; cependant, il peut également être rapproché du turc örümcü : « tisserand ».

## Géographie

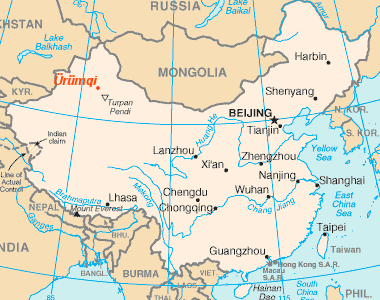
Situation d'Ürümqi en Chine

Ürümqi est la plus grande ville de Chine occidentale. Le Livre Guinness des records la classe comme la ville la plus continentale au monde, la mer la plus proche étant à 2 500 km de distance. Le point géographique le plus éloigné de la mer est situé à environ 320 km d'Ürümqi, dans le désert de Dzoosotoyn Elisen (très précisément par 46° 16,8' de latitude nord et 86° 40,2' de longitude est). Ce point est à une distance de 2 648 km de la côte la plus proche.

### Climat
Le climat est un climat désertique froid en raison de l'éloignement de l'océan. Les étés sont chauds et les hivers froids, la température moyenne annuelle s'établissant à 5,4 °C. Les précipitations annuelles sont de 240 mm, tombant en majorité au printemps et en été.
| Mois                              | jan. | fév. | mars | avril | mai | juin | jui. | août | sep. | oct. | nov. | déc. | année |
| --------------------------------- | ---- | ---- | ---- | ----- | --- | ---- | ---- | ---- | ---- | ---- | ---- | ---- | ----- |
| Température minimale moyenne (°C) | −18  | −16  | −5   | 5     | 12  | 17   | 19   | 18   | 12   | 3    | −6   | −14  | 2,25  |
| Température maximale moyenne (°C) | −8   | −6   | 4    | 17    | 24  | 29   | 31   | 30   | 24   | 14   | 2    | −6   | 13    |
| Précipitations (mm)               | 8    | 8    | 18   | 29    | 28  | 36   | 20   | 16   | 24   | 22   | 17   | 10   | 240   |

## Population
Environ 75 % de la population d'Ürümqi est constituée de Hans, les 25 % restant se répartissant entre minorités de Ouïghours, Hui et Kazakhs.
La population de la préfecture était estimée à 2 082 000 habitants en 2000 ou 2004 et 3 112 559 en 2010, et celle de la ville d'Ürümqi à 1 432 182 habitants en 1999 et 1 569 769 habitants en 2007.
En 2010 :
| Nationalité | Population | Pourcentage | Pourcentage parmi les minorités |
| ----------- | ---------- | ----------- | ------------------------------- |
| Han         | 2 331 654  | 74,91 %     | -                               |
| Ouïghour    | 387 878    | 12,46 %     | 49,67 %                         |
| Hui         | 280 186    | 9 %         | 35,88 %                         |
| Kazakh      | 68 076     | 2,19 %      | 8,72 %                          |
| Mongol      | 10 454     | 0,34 %      | 1,34 %                          |
| Mandchou    | 8 541      | 0,27 %      | 1,09 %                          |
| Xibe        | 4 820      | 0,21 %      | 0,62 %                          |
| Russe       | 3 010      | 0,10 %      | 0,39 %                          |
| Tujia       | 2 869      | 0,09 %      | 0,37 %                          |
| Dongxiang   | 2 333      | 0,07 %      | 0,30 %                          |
| Autres      | 12 738     | 0,41 %      | 4,63 %                          |

## Économie
En 2006, le PIB total a été de 65,4 milliards de yuans, et le PIB par habitant de 28 261 yuans. Le siège social de Xinjiang Chalkis Co.Ltd, 2e producteur de tomate au monde, est à Ürümqi.

## Transports
L'aéroport international d'Ürümqi Diwopu (code AITA : URC) est relié à Yining, Beijing, Kachgar et Xi'an par plusieurs vols quotidiens, et à diverses villes étrangères dont Almaty, Islamabad ou Tachkent par un vol quotidien. Tajikistan Airlines relie aussi Ürümqi depuis Douchanbé. Un réseau de métro comportant à terme sept lignes est en construction depuis 2014. La première ligne a été inaugurée à la fin de 2018.

## Histoire
Ürümqi est une ville relativement récente, car elle n'a pas eu de rôle sur la route de la soie.
Tout au plus peut-on noter la présence de troupes chinoises dans le voisinage de l'actuelle Ürümqi dès l'époque des Han (-206 — 220), il y a deux mille ans. Puis, lors de la dynastie Tang (618 — 907), quelques petites villes, soutenues par des garnisons, furent créées dans la région, avec, cette fois, pour objectif d'encourager le développement d'une nouvelle route de la soie du Nord.
Sous le Khaganat ouïghour (744 — 848), elle est appelée du nom en vieux turc de Besh-baligh.
En 1286, le souverain ouïghour, (Idikout) du royaume de Qocho (高昌回鶻, aussi appelé Khanat Idiqut), fidèle vassal de Kubilai Khan de la dynastie Yuan, est conquise par le Khanat de Djaghataï (1220 — 1334) en 1286, sous le règne de Douwa. L'intervention de Kubilai met les Djaghatai en déroute, qui acceptent alors de devenir des vassaux de Kubilai.
Elle est une ville du Khanat dzoungar (XVIIe siècle — 1756), des Mongols oïrats, dzoungars, qui lui donnent son nom actuel d'Urumqi et gouvernent la région jusqu'à l'écrasement du khanat par les Mandchous de la dynastie Qing en 1756.
En 1767 enfin, une ville, appelée à l'époque Dihua, et peuplée par des exilés et des soldats chinois, fut fondée sur la rive est de la rivière d'Ürümqi ; elle se développa avec l'ouverture de mines (argent et plomb) dans les environs.
Une rébellion musulmane ravagea la ville de Dihua en 1864, avant qu'elle ne devienne la capitale du Xinjiang en 1882. Puis une période d'intrigues et de troubles, attisés d'ailleurs par la Russie, s'instaura, avec en point d'orgue le célèbre massacre de 1916, où le gouverneur (en fait un seigneur de la guerre) Yang Zengxin invita à un banquet ses rivaux potentiels, et les fit tous décapiter pendant qu'il continuait paisiblement son repas, au son d'une fanfare triomphale.
En 1935, des troupes soviétiques intervinrent pour aider à mater la rébellion musulmane de Ma Zhongying, et les soviétiques continuèrent à avoir une forte influence dans la région jusque dans les années 1960, lors de la rupture sino-soviétique.
Le 19 mai 1989, des manifestants attaquent la tour du PCC à la suite d'une manifestation qui a dégénéré.
Les émeutes au Xinjiang en juillet 2009 entre les Ouïghours et les Hans ont éclaté à Ürümqi, faisant plusieurs centaines de victimes. En 2010, les autorités chinoises ont, entre autres, installé un réseau de 40 000 caméras de surveillance pour éviter de nouveaux troubles.

## Culture
Parmi les monuments intéressants on peut citer :
- le musée régional du Xinjiang (新疆维吾尔自治区博物馆) conserve de nombreux objets exceptionnellement préservés par le désert sur plus de deux millénaires : bronze et or de l'art des steppes antiques, objets provenant de Sogdiane, textes en chinois sur papier du VIIe siècle, peintures murales et sur soie, figurines de terre crue et de bois peint, textiles antiques, feutres, tapisseries de laine (dont un centaure et un portrait hellénistiques provenant de Sampula) et un costume funéraire complet de laine et de soie, avec son masque, datant des premiers siècles. Provenances : Turfan, Sampula, Astana, Yingpan, Keriya, Almalik... et des objets Sassanides provenant d'Ulughqat et de Kucha.
- * le musée de la ville d'Ürümqi (乌鲁木齐博物馆), situé au 123 rue Nanhu Sud (南湖南路 123) ;
- la mosquée Yanghang, ou « mosquée Tartare », qui date de 1897, et qui est le principal lieu de culte à Ürümqi ;
- la mosquée du Sud, qui se trouve à son emplacement actuel depuis 1919 ;
- quelques marchés traditionnels, tel que le marché d'Erdaoqiao.

## Subdivisions administratives

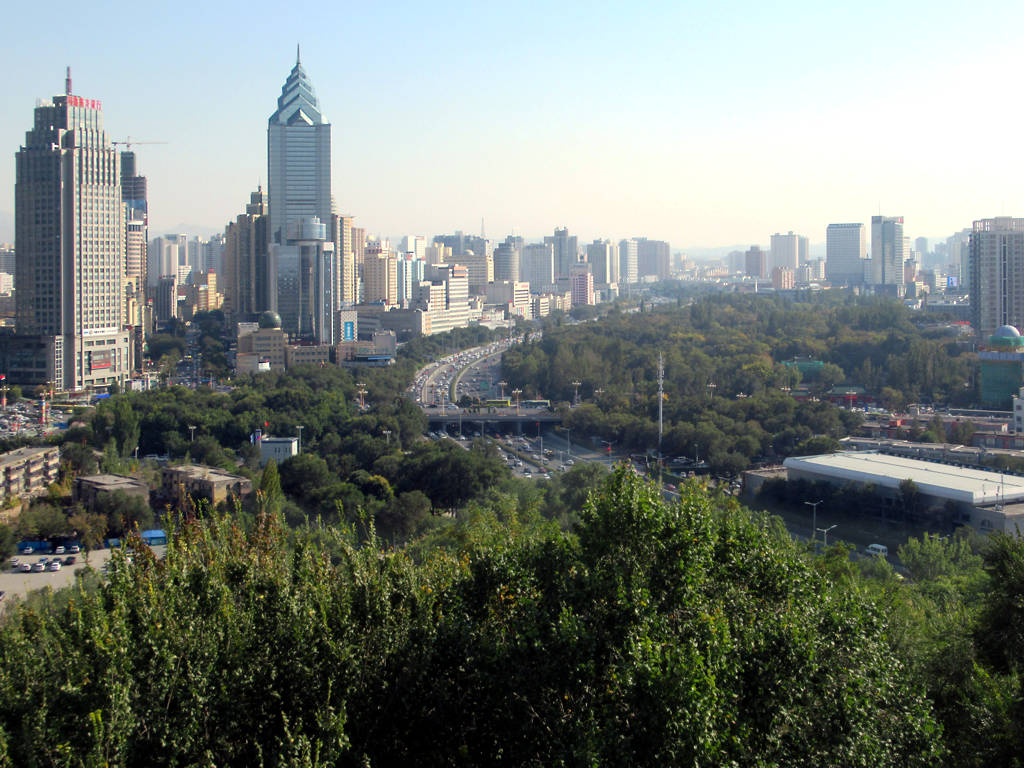
Ürümqi vue du Hong Shan

La ville-préfecture d'Ürümqi exerce sa juridiction sur huit subdivisions - sept districts et un xian :
- le district de Tianshan - 天山区 Tiānshān Qū ;
- le district de Saybagh - 沙依巴克区 Shāyībākè Qū ;
- le district de Xinshi - 新市区 Xīnshì Qū ;
- le district de Shuimogou - 水磨沟区 Shuǐmògōu Qū ;
- le district de Toutunhe - 头屯河区 Tóutúnhé Qū ;
- le district de Dabancheng - 达坂城区 Dábǎnchéng Qū ;
- le district de Dongshan - 东山区 Dōngshān Qū ;
- le xian d'Ürümqi - 乌鲁木齐县 Wūlǔmùqí Xiàn.

## Jumelage
La ville d'Ürümqi est jumelée avec :
- Douchanbé (Tadjikistan) depuis le 31 août 1997
- Almaty (Kazakhstan) depuis 1991

## Documentaire
- Leçon de propagande chinoise en zone interdite, documentaire diffusé le 14 octobre 2014 sur France 5.